# Пигу, Артур Сесил
А́ртур Се́сил Пи́гу (англ. Arthur Cecil Pigou; 1877—1959) — английский экономист. Родился 18 ноября 1877 года в Райде. Представитель кембриджской неоклассической школы. Ученик и последователь Альфреда Маршалла.

## Биография
После окончания Королевского колледжа Кембриджского университета, где он изучал математику и логику, остаётся преподавать на кафедре политической экономии. Изучал проблемы экономической теории и практические проблемы рыночного хозяйства под руководством Альфреда Маршалла. В 1908—1943 годах возглавляет кафедру политэкономии, став на этом посту преемником Маршалла по его рекомендации.
Принимал участие в работах по разработке для правительства конкретных мер экономической политики. В 1918—1919 годах — член валютного комитета, в 1919—1920 годах — член королевской комиссии по подоходным налогам, в 1924—1925 годах — член комитета Чемберлена по вопросам денежного обращения, отчет которого привел к восстановлению на короткое время золотого стандарта в Великобритании.
Умер в Кембридже 7 марта 1959 года.

## Научный вклад
В историю имя экономиста вошло вместе с открытым им «эффектом Пигу». Его суть в том, что при отсутствии инфляционных ожиданий, рост цен вызывает сокращение потребления и накопление сбережений, что понижает цены и приводит экономику в равновесие. Аналогично, при неполной занятости, падение спроса приводит к падению цен и увеличивает количество остающихся на руках денежных средств, что затем вызывает рост спроса и поддерживает занятость.

## Основные произведения
- Экономическая теория благосостояния (том I; том II) (The Economics of Welfare, 1920). В этом произведении Пигу обосновывает прогрессивное налогообложение, регулирование и дотирование государством экономики, с целью повышения благосостояния и занятости всего населения, во избежание перераспределения доходов от бедных к богатым[6][7].
- Колебания промышленной активности (Industrial Fluctuations, 1929)
- Теория безработицы (The Theory of Unemployment, 1933)
- Экономика стационарных состояний (The Economics of Stationary States, 1935)
- Занятость и равновесие (Employment and Equilibrium, 1949)